# Nea Ekklēsia

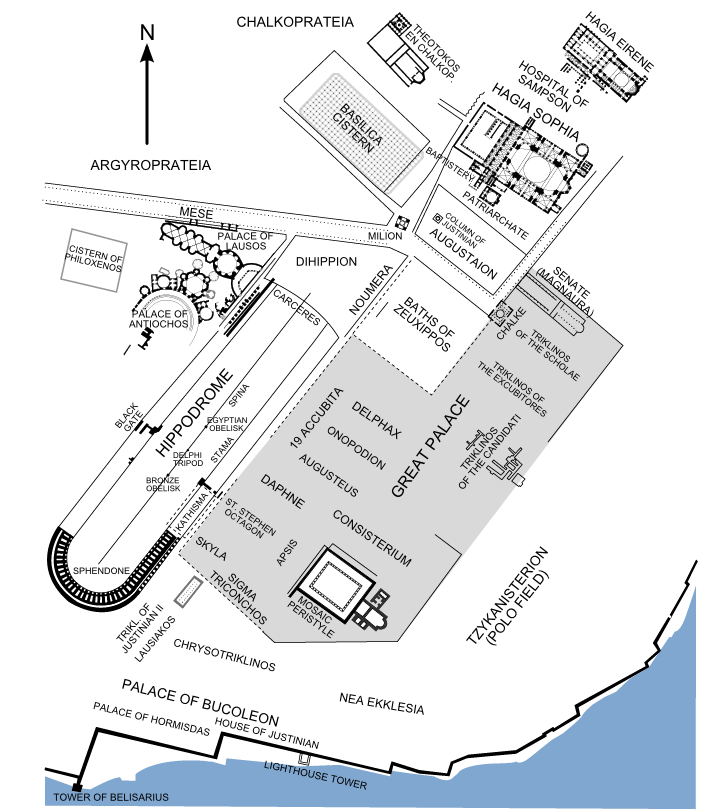
Karte des Großen Palastes mit ungefährer Lage der Nea Ekklēsia

Die Nea Ekklēsia (griechisch Νέα Ἐκκλησία, dt. Neue Kirche) war eine byzantinische Kirche, die Kaiser Basileios I. in den Jahren 876 bis 880 in Konstantinopel errichten ließ. Die Kirche war der erste monumentale Kirchbau der Stadt nach der Hagia Sophia im 6. Jahrhundert und markierte den Beginn der mittleren Epoche der byzantinischen Architektur. Das Gotteshaus wurde bis zur osmanischen Eroberung Konstantinopels im Jahr 1453 als Kirche genutzt. Die Osmanen verwendeten das Gebäude dann als Pulvermagazin. Im Jahr 1490 wurde die Nea Ekklēsia bei einem Blitzeinschlag zerstört.

## Geschichte

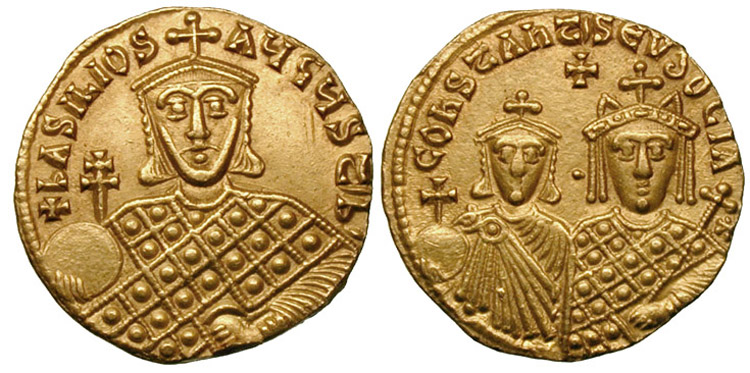
Goldsolidus mit Kaiser Basileios I., seinem Sohn Konstantin und Kaiserin Eudokia.

Kaiser Basileios I. begründete im Jahr 867 die makedonische Dynastie, die Byzanz bis 1056 regierte. Basileios sah sich als Wiederhersteller des Kaiserreiches und als neuer Justinian. Er initiierte in Konstantinopel ein ambitioniertes Bauprogramm nach dem Vorbild seines Vorgängers. Die Nea Ekklēsia sollte Basileios’ Hagia Sophia und mit ihrem Namen Symbol einer neuen Ära sein.
Die Kirche wurde unter der persönlichen Aufsicht von Basileios errichtet. Erbaut wurde die Nea Ekklēsia am südöstlichen Ende des Großen Palastes von Konstantinopel, nahe dem nicht mehr vorhandenen Tzykanistērion (Spielfeld für ein dem Polo/Chovkan ähnliches Spiel). Basileios baute nicht weit entfernt außerdem die Pharos-Palastkapelle. Die Nea Ekklēsia wurde am 1. Mai 880 von dem Patriarchen Photios I. geweiht und stand unter dem Patrozinium von Christus, dem Erzengel Michael (in späteren Quellen Gabriel), dem Propheten Elija (einem von Basileios’ bevorzugten Heiligen), der Jungfrau Maria und dem hl. Nikolaus von Myra. Es ist bezeichnend für Basileios’ Absichten, dass er die neue Kirche mit einer eigenen Verwaltung und Vermögen nach dem Modell der Hagia Sophia ausstattete. Während seiner Herrschaft und der seiner direkten Nachfolger spielte die Nea Ekklēsia bei den Palastfeierlichkeiten eine große Rolle.
Im späten 11. Jahrhundert wurde die Kirche Teil des Neuen Klosters (griechisch Νέα Μονή). Kaiser Isaak II. beraubte die Kirche ihres Schmuckes, der Möblierung und der liturgischen Gegenstände und nutzte diese zur Wiederherstellung der Kirche St. Michael in Anaplous (heute Arnavutköy). Das Gebäude wurde im Lateinischen Kaiserreich von den Lateinern genutzt und in der wiederhergestellten byzantinischen Dynastie unter den Palaiologen. Nach der Eroberung Konstantinopels durch die Osmanen im Jahr 1453 war hier ein Pulverlager untergebracht. Als das Gebäude 1490 von einem Blitz getroffen wurde, wurde es komplett zerstört und anschließend abgerissen. Daher gibt es kaum Informationen zu dem Gebäude und es liegen nur wenige literarische Berichte vor. Hier ist in erster Linie die Vita Basilii zu nennen. Die ungefähre Lage kennt man aufgrund früher Karten.

## Architektur

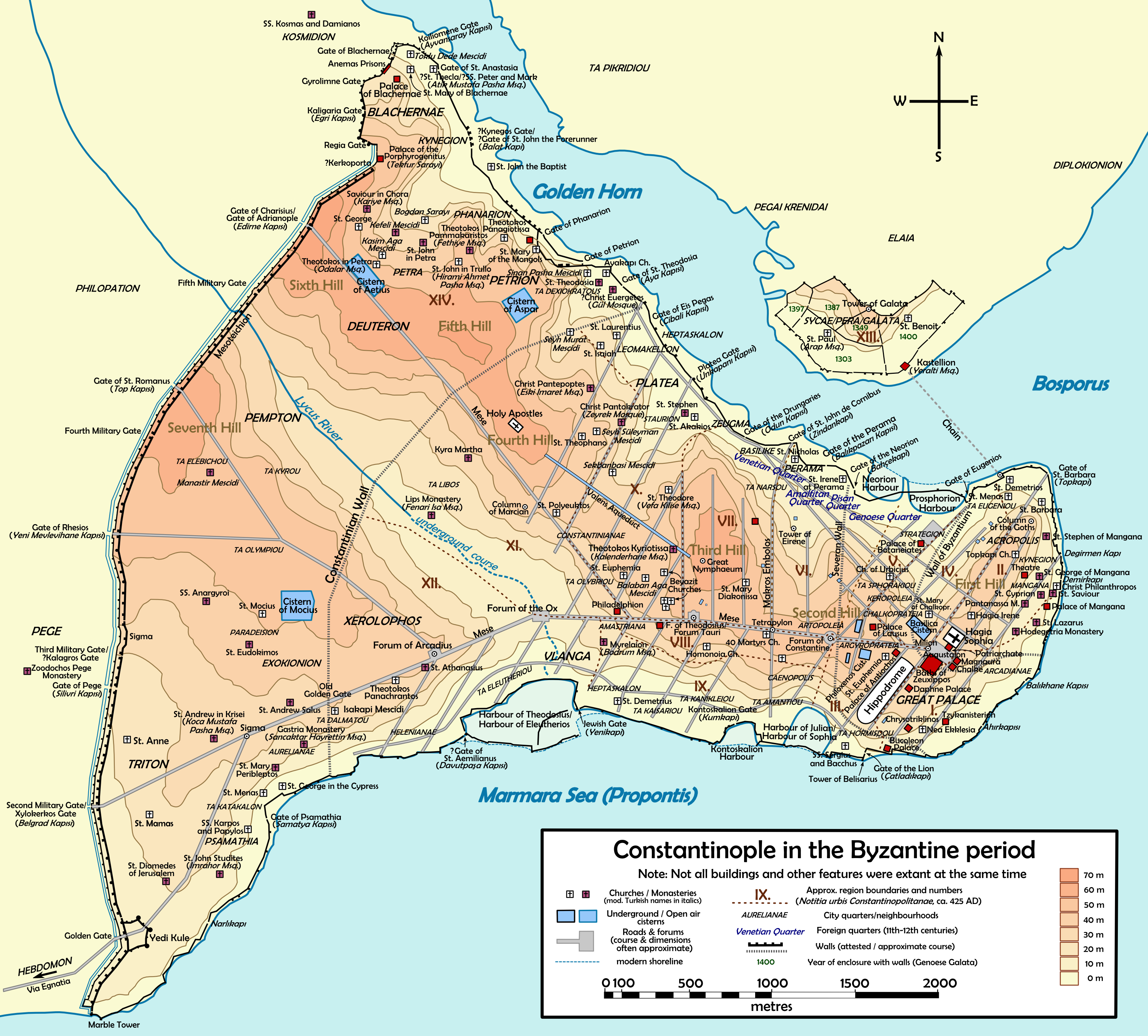
Karte des byzantinischen Konstantinopel

Über die architektonischen Details der Kirche ist wenig bekannt. Das Gotteshaus besaß fünf Kuppeln: Die zentrale Kuppel war Christus gewidmet, unter den vier kleineren waren Kapellen, die den vier Heiligen der Kirche gewidmet waren. Die exakte Gestaltung der Kuppeln ist unklar. Die meisten Wissenschaftler nehmen an, das Bauwerk sei eine Kreuzkuppelkirche gewesen – ähnlich dem Myrelaion- und der Lips-Klosterkirche. Tatsächlich wird der weithin gebräuchliche Bauwerkstyp in der orthodoxen Welt vom Balkan bis Russland der Bedeutung der Nea Ekklēsia zugeschrieben.
Der Bau der Kirche war krönendes Element von Basileios’ Bauprogramm und der Kaiser scheute keine Kosten, um die Kirche reichhaltig ausstatten zu lassen. Andere Kirchen und Gebäude der Stadt, darunter auch das Mausoleum von Justinian, wurden ihres Schmuckes beraubt und die kaiserliche Marine wurde zum Transport von Marmor abgestellt, mit dem Ergebnis, dass die byzantinische Provinz Syrakus auf Sizilien 877//78 an die Araber fiel.
Basileios’ Enkel, Kaiser Konstantin VII. beschrieb das Dekor der Kirche in De cerimoniis

„Diese Kirche, wie eine Braut mit Perlen und Gold geschmückt, mit einer Vielfalt an farbigem Marmor, mit Mosaiken und Textilien aus Seidenstoffen, dient er [Basileios] Christus an, dem unsterblichen Bräutigam. Ihr Dach, aus fünf Kuppeln bestehend, schimmert golden und strahlt mit wunderschönen Bildern wie etwa Sternen, während das Äußere geschmückt ist mit Messing, das Gold ähnelt. Die Mauern wurden verschönert mit kostbarem Marmor in vielen Farben, während der Altarraum mit Gold und Silber, wertvollen Steinen und Perlen geschmückt wurde. Das Templon, das den Altarraum vom Kirchenschiff trennt, seine Säulen, die einen Sturz tragen, die Treppenstufen davor und die Altäre selbst sind aus Silber durchflutet mit Gold, edlen Steinen und kostbaren Perlen. Die Böden sind mit Seidenteppichen ausgelegt, die aus Sidon zu stammen scheinen; es ist in einem großen Ausmaß mit Marmorplatten unterschiedlicher Farbe (Opus sectile) geschmückt worden, die von Mosaikbändern mit verschiedenen Themen umschlossen sind, die alle miteinander verbunden sind und eine große Eleganz besitzen.“

Das Atrium der Kirche lag vor dem westlichen Eingang und war mit zwei Brunnen aus Marmor und Porphyr dekoriert. Zwei Portiken verliefen entlang der nördlichen und der südlichen Fassade bis zum Tzykanistērion und auf der südlichen Seite waren eine Schatzkammer und eine Sakristei angebaut. Östlich des Komplexes lag ein Garten (Mesokēpion; dt. mittlerer Garten).

## Reliquien
Neben der Kirche St. Stephan im Daphne-Palast und der Pharos-Palastkapelle war die Nea Ekklēsia bedeutendster Aufbewahrungsort für Reliquien im kaiserlichen Palast. Dazu gehörte der Schaffellumhang des Propheten Elija, der Tisch Abrahams, an dem er drei Engel bewirtete, das Horn, das der Prophet Samuel zur Salbung Davids nutzte und Reliquien von Konstantin dem Großen. Nach dem 10. Jahrhundert wurden viele Reliquien von hier in andere Teile des Palasts gebracht, darunter auch der Stab des Moses aus dem Chrysotriklinos.